# هیرای مومو
هیرای مومو (به کره‌ای: 히라이 모모) (به انگلیسی: Hirai Momo) (متولد ۹ نوامبر ۱۹۹۶)، که بیشتر با نام هنری مومو (به کره‌ای: 모모) شناخته می‌شود، یک خواننده، رپر و رقصنده اهل ژاپن است که هم‌اکنون در کره جنوبی اقامت دارد. او در سال ۲۰۱۵ به عنوان یکی از اعضای گروه دخترانه توایس زیر نظر جی‌وای‌پی اینترتینمنت شروع به کار کرد.

## اوایل زندگی
هیرای مومو در کیوتو، ژاپن متولد شد. او به همراه خواهر بزرگتر خود از سه سالگی شروع به رقصیدن کرد.

## حرفه

### پیش از آغاز به کار
مومو به خاطر نامی آمورو تصمیم به خوانندگی گرفت و پس از تماشای رین و لی هیوری وارد کی پاپ شد. وی پس از دیدن ویدئوی آنلاین رقص او و خواهرش توسط کمپانی جی وای پی کشف شد. به او گفته شد که به همراه خواهرش در آزمون ورودی ۱۳ آوریل ۲۰۱۲ حاضر شود، هر چند که او به تنهایی در آزمون موفق شد. او به همراه میناتوزاکی سانا، که دیگر عضو ژاپنی توایس محسوب می‌شود، به عنوان کارآموز جی وای پی پذیرفته شد. وی تنها عضو حذف شده سیکستین است که به عنوان عضوی از توایس آغاز به کار کرد.

### زیرگروهمیسامو
در تاریخ ۹ فوریه ۲۰۲۳ کمپانی جی وای پی خبر داد که مومو به همراه هم گروهی های خود سانا و مینا قرار است به صورت رسمی کار خود را در ژاپن به عنوان زیرگروه با نام میسامو"MISAMO" در تاریخ ۲۶ جولای با انتشار یک آلبوم چندآهنگه شروع کنند.

## زندگی شخصی
در ۲ ژانویه سال ۲۰۲۰ کمپانی sj و کمپانی jyp رسماً تایید کردند که عضو توایس مومو با عضو گروه سوپر جونیور یعنی کیم هیچول در حال قرار گذاشتن هستند.
در ۸ جولای سال ۲۰۲۱ هر دو کمپانی رسما اعلام کردند که به علت مشغله کاری زیاد، این دو هنرمند از همدیگر جدا شدند.

## وجهه عمومی
در نظرسنجی سالانه موسیقی گالوپ کره در سال ۲۰۱۸، مومو به عنوان بیستمین آیدل محبوب کره جنوبی انتخاب شد. وی یکی از محبوب‌ترین ستاره‌های غیر کره ای کی پاپ است. او درسال ۲۰۱۹ توانست به عنوان دهمین آیدل محبوب کره بین سربازان کره‌ای انتخاب شد.
او که به خاطر آمادگی جسمانی و حرکات بدنش معروف شده، لقب «ماشین رقص» را دریافت کرده‌است. همچنین او بارها به عنوان بهترین دنسر زن کی پاپ شناخته شده‌است.

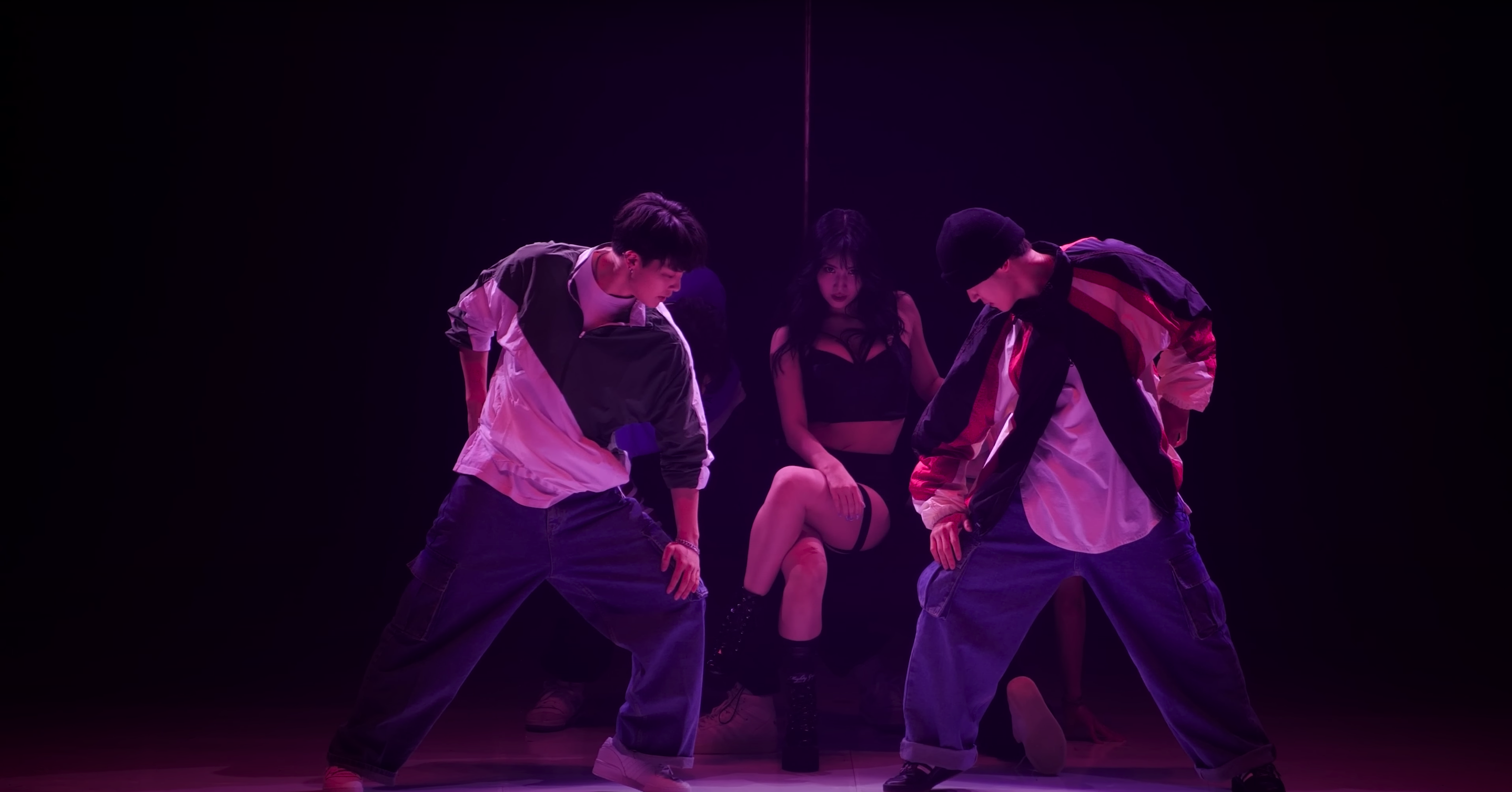
در نظرسنجی که از صد آیدل کی-پاپ در سال ۲۰۲۰ گرفته شد مومو با سیزده رای توانست رتبه یک بهترین رقصنده کی-پاپ را از آن خود کند.
در سال ۲۰۲۰ توانست رتبه ۳۴ را از کمپانی معروف TC CANDLER که از سال ۱۹۹۰ وظیفه معرفی کردن زنان و مردان زیبای دنیا را برعهده دارد از آن خود کند.

## ترانه‌شناسی

### ترانه‌سرایی
| سال  | آهنگ             | آلبوم            | با همکاری        |
| ---- | ---------------- | ---------------- | ---------------- |
| ۲۰۱۸ | "شات به سوی قلب" | شب‌های تابستان    | سانا، مینا       |
| ۲۰۱۹ | «Hot»            | روی تو کراش دارم | کانگ اون جونگ    |
| ۲۰۱۹ | Love Foolish     | Feel Special     | شیم اونجی        |
| ۲۰۱۹ | 21:29            | Feel Special     | بقیه اعضای توایس |
| ۲۰۲۲ | Celebrate        | Celebrate        | بقیه اعضای توایس |
| ۲۰۲۳ | Funny Valentine  | Masterpiece      |                  |

## فیلم‌شناسی

### برنامه‌های تلویزیونی
| سال  | عنوان        | شبکه | نقش                      | مرجع   |
| ---- | ------------ | ---- | ------------------------ | ------ |
| ۲۰۱۵ | سیکستین      | ام‌نت | شرکت کننده               |        |
| ۲۰۱۶ | هیت دی استیج | ام‌نت | شرکت کننده (قسمت ۱ تا ۴) | [ ۱۳ ] |